# بروس كارفر
بروس كارفر (بالإنجليزية: Bruce Carver)‏ هو شخصية أعمال ومهندس أمريكي، ولد في 4 مايو 1948 في مونتبيلير في الولايات المتحدة، وتوفي في 28 ديسمبر 2005 في سولت ليك في الولايات المتحدة.

## وصلات خارجية
- بروس كارفر على موقع IMDb (الإنجليزية)